# Freadelpha rex
Freadelpha rex är en skalbaggsart som först beskrevs av Jordan 1903.  Freadelpha rex ingår i släktet Freadelpha och familjen långhorningar.
Artens utbredningsområde är Gabon. Inga underarter finns listade i Catalogue of Life.